# Idioma lidio
El idioma lidio fue una lengua indoeuropea del grupo anatolio hablada en Lidia, antiguo reino de Anatolia occidental. Utilizaba un alfabeto específico considerado de base griega. Su estudio es complicado, ya que sólo se ha encontrado una escasa serie de 64 inscripciones (unas pocas en verso) y grafitis datados entre los siglos VI y IV a. C., la mayoría en una necrópolis cercana a Sardes, además de las leyendas en diversas monedas. A pesar de todo, el idioma ha podido ser traducido en gran parte. Utilizado entre los siglos VIII y II a. C., Estrabón escribió que en el s. I a. C. ya apenas quedaban trazas residuales de su existencia. Se conservan una serie de textos bilingües de la Antigüedad que ayudaron en gran medida a descifrarlo.

## Escritura
Los lidios escribían con un sistema de escritura alfabético derivado del alfabeto griego, si bien los símbolos griegos no significaban los mismos sonidos que los lidios. La mayoría de los textos lidios conservados están escritos de derecha a izquierda, mientras que otros lo están a la inversa, por lo que ambos métodos debieron de ser válidos. Los textos posteriores muestran exclusivamente este último. El uso de palabras-divisores es variable. Los más de 100 textos de Lidia se encuentran principalmente en la antigua capital de Sardis. Incluyen decretos y epitafios, algunos de las cuales fueron compuestos en verso; la mayoría fueron escritos durante los siglos quinto y cuarto a. C., aunque algunos pueden haber sido creados ya en el siglo VII a. C.

## Descripción lingüística

### Fonología
El lidio se valía de 7 vocales que pueden ser nasales (ã, ẽ) o no nasalizadas (a, e, i, o, u) y de 13 consonantes, incluyendo consonantes palatalizadas.

### Gramática
Había dos géneros: común y neutro, y dos números: singular y plural. Todos los nombres comunes terminaban en sl's, lo cual es muy probablemente herencia hitita, al igual que el acusativo común nlv. Se sabe la existencia de los pronombres amu (yo), emi (mío), bi (él) y bili (suyo), aunque habría habido más.

#### Morfología
Sustantivos y adjetivos distinguen formas singulares y plurales y ocurren en dos géneros, animadas e inanimadas. Sólo tres casos están bien atestiguados: nominativo, acusativo y dativo-locativo. Puede que haya habido otros casos que permanecen desconocidos debido a la escasez de material.

#### Sintaxis
El orden de las palabras básico es sujeto objeto verbo, pero los constituyentes pueden estar extrapuestos a la derecha del verbo. El lidio tenía al menos una posposición. Los modificadores del sustantivo normalmente preceden al sustantivo.

## Texto de muestra
Una inscripción en lidio-arameo, que estuvo entre las primeras de las encontradas por investigadores estadounidenses a comienzos del siglo XX, proporcionó un equivalente limitado de la Piedra de Rosetta y permitió una primera penetración del idioma. La primera línea fue destruida, las ocho restantes son:
[o]raλ islλ bakillλ est mrud eśśk [wãnaś]
laqrisak qelak kudkit ist esλ wãn[aλ]
bλtarwod akad manelid kumlilid silukalid akit n[ãqis]
esλ mruλ buk esλ wãnaλ buk esνaν
laqirisaν bukit kud ist esλ wãnaλ bλtarwo[d]
aktin nãqis qelλk fẽnsλifid fakmλ artimuś
ibśimsis artimuk kulumsis aaraλ biraλk
kλidaλ kofuλk qiraλ qelλk bilλ wcbaqẽnt

### Ejemplos de palabras
- ora - mes
 - laqrisa - muro
 - - bira - casa
 - qira - tierra, suelo, bien inmuebles

### Palabras lidias todavía en uso
Una palabra lidia que entró en la terminología internacional moderna podría ser labrys, "doble-hacha'", una palabra no griega no atestiguada aún en cualquiera inscripción lidia pero en el tema de que Plutarco declara: «Los lidios llaman al hacha labrys». Otro préstamo lidio ahora usado internacionalmente podría ser tirano "mezquino gobernante", primero utilizado en fuentes de la Antigua Grecia, sin connotaciones negativas, para finales del VIII-VII a. C. El rey Giges de Lidia, fundador de la dinastía mermnada. El nombre se deriva posiblemente de su ciudad natal, llamado Tyrrha en la antigüedad clásica (actual Tire en Turquía).
También otro es el elemento molibdeno, tomado del griego antiguo mólybdos, "plomo", del griego micénico mo-ri-wo-do, presumiblemente un préstamo lingüístico del lidio mariwda- "oscuro".